# 브린마 칼리지
브린마 칼리지(Bryn Mawr College)는 미국 펜실베이니아주 브린마(Bryn Mawr /ˌbrɪnˈmɑːr/)에 위치한 사립 여자 리버럴 아츠 칼리지이다.